# Cethosia bernsteinii
Cethosia bernsteinii är en fjärilsart som beskrevs av Felder 1866. Cethosia bernsteinii ingår i släktet Cethosia och familjen praktfjärilar. Inga underarter finns listade i Catalogue of Life.